# Annectacarus hainanensis
Annectacarus hainanensis är en kvalsterart som beskrevs av Hu och Xiaolin Wang 1989. Annectacarus hainanensis ingår i släktet Annectacarus och familjen Lohmanniidae. Inga underarter finns listade i Catalogue of Life.